# Kryterium Dirichleta zbieżności całek niewłaściwych
Kryterium Dirichleta zbieżności całek niewłaściwych – kryterium zbieżności całki niewłaściwej z funkcji nierosnącej będące odpowiednikim kryterium Dirichleta zbieżności jednostajnej szeregów funkcyjnych.

## Kryterium
Niech
{\displaystyle f,g\colon [a,\infty )\to \mathbb {R} }
będą takimi funkcjami, że
- istnieje taka stała K > 0, że w każdym przedziale [a, A] (A > a) funkcja f jest całkowalna oraz

{\displaystyle \left|\int \limits _{a}^{A}f(x)\,\mathrm {d} x\right|\leqslant K.}
- funkcja g jest nierosnąca oraz

{\displaystyle \lim _{x\to \infty }g(x)=0.}
Wówczas całka niewłaściwa
{\displaystyle \int \limits _{a}^{\infty }f(x)g(x)\,\mathrm {d} x}
jest zbieżna.